# Gerő Sándor (orvos)

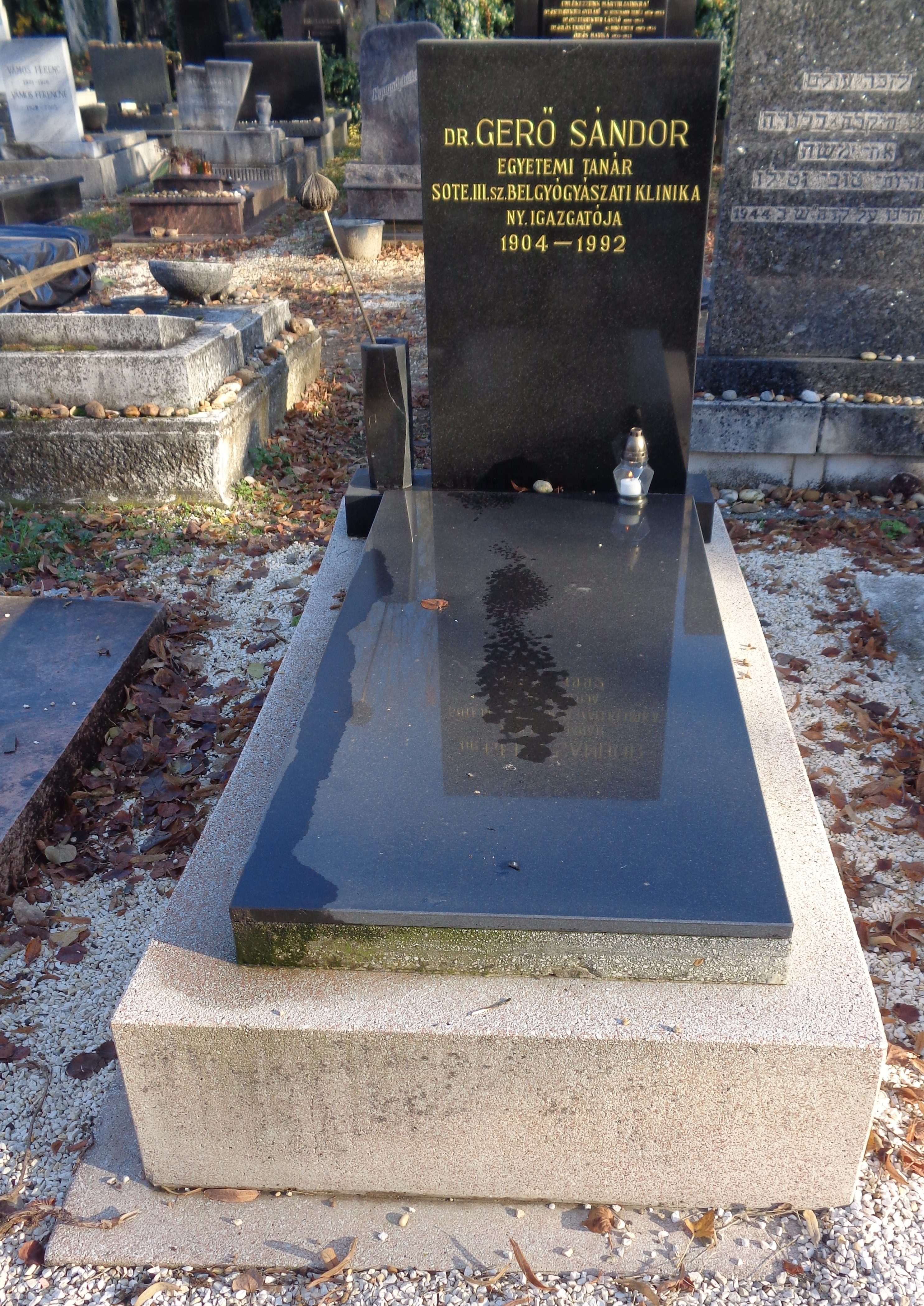
Sírja a Kozma utcai izraelita temetőben

Gerő Sándor (Budapest, 1904. április 12. – Budapest, 1992. július 28.) orvos, belgyógyász, egyetemi tanár, az orvostudományok kandidátusa (1956), doktora (1963).

## Életpályája
Gerő (Goldstein) Ábrahám (1876–1933) ügyvédi írnok, magántisztviselő és Friedman Alice gyermekeként született zsidó családban. Gyermekkorát édesanyjával és húgaival Máramarosszigeten töltötte. Tanulmányait a budapesti Pázmány Péter Tudományegyetemen végezte, ahol 1928-ban általános orvosi oklevelet szerzett. Ezt követően a Pesti Izraelita Hitközség Szabolcs Utcai Kórházának Belgyógyászati Osztályára került, ahol Fodor Imre gyakornoka, majd segédorvos volt. 1934 és 1936 között alorvosként működött és biokémiai tanulmányokat folytatott. 1936 és 1942 között a Központi Röntgen Intézetben Bársony Tivadar mellett volt alorvos. 1942-ben radiológus szakorvosi vizsgát tett. A második világháború idején behívták munkaszolgálatra, ahonnan 1944-ben került haza. 1944 végén a nyilasok előbb sáncmunkára küldték, majd a buchenwaldi koncentrációs táborba deportálták. Hazatérése után ismét a Szabolcs Utcai Kórház munkatársa lett, ahonnan 1946-ban az Országos Társadalombiztosító Intézethez került belgyógyász főorvosnak. Két évvel később a Pázmány Péter Tudományegyetem II. sz. Belgyógyászati Klinikáján kezdte meg egyetemi pályafutását mint adjunktus. 1950 és 1952 között részt vett Gömöri Pál mellett a Budapesti Orvostudományi Egyetem (később SOTE) III. sz. Belgyógyászati Klinika megszervezésében és kinevezték a klinika helyettes igazgatójává. 1956-ban az Adatok a heparin antilipémiás hatásához című disszertációjának megvédése után az orvostudományok kandidátusa lett. A következő évtől 1961-ig betöltötte a Klinika docensi tisztségét. 1959 áprilisától 1974 decemberéig a tanszék vezetője volt. 1961 júliusában egyetemi tanárrá és a Klinika igazgatójává nevezték ki. 1963-ban megkapta az orvostudomány doktora címet. 1973-ban önálló kutatócsoportot hozott létre az arteriosclerosis pathogenesisének tanulmányozására.
Hobbija a keleti szőnyegek gyűjtése volt.
Első felesége dr. Blich Dorottya („Dóra”, 1903–1956) orvos volt, akit 1936. június 13-án Budapesten vett feleségül. 1956-ban öngyilkos lett. Második házastársa Körmöczy Zsuzsa (1924–2006) teniszezőnő volt (1958-tól).
A Kozma utcai izraelita temetőben nyugszik (5B-1-13).

## Tisztségei
- MTA I. sz. Klinikai Bizottsága tagja
- Egészségügyi Tudományos Tanács Belgyógyász Bizottságának tagja
- Belgyógyász Szakcsoport vezetőségi tagja
- Magyar Belgyógyász Társaság vezetőségi tagja
- Magyar Gerontológiai Társaság vezetőségi tagja
- Magyar Atherosclerosis Társaság elnöke, majd tiszteletbeli elnöke
- Európai Arteriosclerosis Társaság választmányi tagja
- washingtoni American College of Cardiology tagja
- londoni Royal Society of Medicine külső tagja (1959-től)
- Lengyel Kardiológiai Társaság tiszteletbeli tagja
- párizsi Société de l’Athérosclérose tagja

## Díjai, elismerései
- Munka Érdemrend arany fokozata (1974, 1984)[3][4]

## Főbb művei
- Vizsgálatok a vérszérum atoxylresistens lipaséjának klinikai jelentőségéről. Kunos Istvánnal. (Gyógyászat, 1930)
- Salyrgan hatása diabetes insipidusnál (Therapia, 1934)
- Endokrinológiai és alkattani adatok a szexualitás kérdéséhez (Gyógyászat, 1935)
- Kísérletek a cukorbaj alkati gyógyítására (Gyógyászat, 1936)
- Munkaártalmak patogenezise és megelőzése. 1–3. Fischer Antallal, Sellei Kamillóval. (Orvosi Hetilap, 1949–1950)
- A Q-láz előfordulása Magyarországon. Farkas Elekkel, Takátsy Gyulával. (Orvosi Hetilap, 1950. 23.)
- A toluidinkék hatása aphagocytosisra. Kérdő Istvánnal, Mosonyi Lászlóval. (Kísérletes Orvostudomány, 1951)
- Salyrgan hatása diabetes insipidusnál. (Therapia, 1956)
- Adatok a heparin antilipémiás hatásához. Kandidátusi értekezés. (Budapest, 1956)
- A XVII. transzport. Élményregény a vészkorszakból. (Tel-Aviv, 1957)
- Q-láz (Újabb fertőző betegségek. Budapest, 1957)
- A lipoidanyagcsere zavarai. Donhoffer Szilárddal. (MTA Biológiai és Orvosi Tudományok Osztálya Közleményei, 1957)
- Az atherosclerosis kutatások mai állása (Orvosi Hetilap, 1959. 25.)
- Különböző érterületek összehasonlító vizsgálata immunoelektroforézissel. Gergely Jánossal, Jakab Lajossal, Székely Judittal és Virág Sándorral. (Orvosi Hetilap, 1961. 6.)
- Complex Formation in vitro between Mucopolysaccharides from Atherosclerotic Aortic Intimas and Plasma b-lipoprotein and Fibrinogen. Többekkel. (Journal of Atherosclerosis Research, 1961)
- Az atherosclerosis kutatás fő kérdései. Doktori értekezés. (Budapest, 1963)
- A gyomornedv mucopolysaccharidáinak szerepe a vérlipoidkép alakulásában. Bihari-Varga Magdolnával. Székely Judittal, Romics Lászlóval és Steingaszner Olgával (Orvosi Hetilap, 1965. 38.)
- Lipaemia–véralvadás–atherosclerosis. Székely Judittal. (Orvosi Hetilap, 1966. 44.)
- A szív és érrendszer betegségeinek allergiás és autoimmun vonatkozásai. Székely Judittal. (Magyar Belorvosi Archivum, 1973)
- Az érfal patológiás szerkezetváltozásának szerepe a lipidlerakódásban. Bihari-Varga Magdolnával, Fehér Imrével. (MTA Orvosi Tudományok Osztálya Közleményei, 1975)
- Klinikai megfigyelések primaer hyperlipoproteinaemiában 218 eset kapcsán. Többekkel. (Orvosi Hetilap, 1945. 43.)
- Immunreakciók vizsgálata érbetegségekben. Horváth Máriával, Ónody Klárával. (Orvosi Hetilap, 1979. 39.)
- Clofibrat kezelés hatása a szérumlipidekre és lipoproteinekre. Romics Lászlóval, Szondy Évával. (Orvosi Hetilap, 1980. 6.).